# 세르푸홉스코티미랴젭스카야선
세르푸홉스코 티미랴젭스카야 선(러시아어: Серпухо́вско-Тимиря́зевская ли́ния)은 모스크바 지하철의 9호선이다. 25개 역에 길이는 41.5km이다. 알투피예보 역이 기점이며 불바르 드미트리야 돈스코보 역이 종점이다. 노선색은 회색이다.

## 노선 개요
세르푸홉스코 티미랴젭스카야 선은 알투피예보 역에서 출발해 불바르 드미트리야 돈스코보 역을 연결한다.

## 구간
| 구간                                    | 개통일           | 길이   |
| --------------------------------------- | ---------------- | ------ |
| 세르푸홉스카야 - 유즈나야               | 1983년 11월 11일 | 13.0km |
| 유즈나야 - 프라시스카야                 | 1985년 11월 6일  | 1.1km  |
| 세르푸홉스카야 - 보로비츠카야           | 1986년 1월 23일  | 2.8km  |
| 보로비츠카야 - 체홉스카야               | 1987년 12월 31일 | 1.6km  |
| 체홉스카야 - 사뵬롭스카야               | 1988년 12월 31일 | 4.2km  |
| 사뵬롭스카야 - 오트라드노예             | 1991년 3월 3일   | 8.5km  |
| 오트라드노예 - 비비레보                 | 1992년 12월 31일 | 2.6km  |
| 비비레보 - 알투피예보                   | 1994년 7월 15일  | 2.0km  |
| 프라시스카야 - 울리차 아카데미카 얀겔랴 | 2000년 8월 31일  | 2.0km  |
| 울리차 아카데미카 얀겔랴 - 안니노       | 2001년 12월 12일 | 1.4km  |
| 안니노 - 불바르 드미트리야 돈스코보     | 2002년 12월 26일 | 2.0km  |
| 총합:                                   | 25역             | 41.5km |

## 환승역
|  | 노선                               | 환승역                         |
|  | ---------------------------------- | ------------------------------ |
|  | 소콜니체스카야 선                  | 보로비츠카야                   |
|  | 자모스크보레츠카야 선              | 체홉스카야                     |
|  | 아르바츠코 포크롭스카야 선         | 보로비츠카야                   |
|  | 콜체바야 선                        | 멘델레옙스카야, 세르푸홉스카야 |
|  | 타간스코 크라스노프레스넨스카야 선 | 체홉스카야                     |
|  | 류블린스코 드미트롭스카야 선       | 츠베트노이 불바르              |
|  | 카홉스카야 선                      | 세바스토폴스카야               |
|  | 부톱스카야 선                      | 불바르 드미트리야 돈스코보     |